# Браун, Чарльз Юджин Ланселот
Чарльз Юджин Ланселот Браун (англ. Charles Eugene Lancelot Brown; 17 июня 1863, Винтертур — 2 мая 1924, Тичино) — швейцарский инженер-конструктор, основатель компании Brown, Boveri & Cie, известной сегодня как Asea Brown Boveri.

## Биография
Чарльз Юджин Ланселот Браун родился в городе Винтертур (Швейцария) и был одним из шести детей в семье. Его мать была швейцаркой, а отец — британским инженером и основателем компании SLM. Закончил технический колледж в городе Винтертур.
В 1884 году Чарльз Браун поступил на работу в компанию Mashinenfabrik Oerlikon. Через два года он стал начальником электротехнического департамента этой компании.
В 1891 году он вместе со своим коллегой Вальтер Бовери (Walter Boveri) основывают компанию Brown, Boveri & Cie в Бадене, Швейцария (позже Asea Brown Boveri).
В том же году в сотрудничестве с Михаилом Доливо-Добровольским спроектировал первый трех-фазный синхронный генератор.
Чарльз Юджин Ланселот Браун скончался 2 мая 1924 года в Тичино.